# 瓦窑滩站
瓦窑滩站位于中华人民共和国四川省成都市青羊区蔡桥街道东坡路西三段与光华南六路交叉口地下，沿东坡路西三段东西向设置，是成都地铁13号线一期工程建设中的一座地下车站，是西端终点站，预计于2025年启用。
本站因老地名瓦窑滩而得名，规划阶段曾用名“七里沟站”。

## 车站结构
13号线瓦窑滩站为地下二层双柱三跨14米宽186米长岛式站台车站，全长804.1米，标准段宽21.5米，采用明挖顺做法施工。
| 地面              | 0    | 出入口                                                                                      |
| 地下一层          | 站厅 | 自助购票、客服中心                                                                          |
| 地下二层          | 站台 | \| \| \| 13号线落客站台 \| \| 島式 · 開左邊车门 \| \| \| \| \| \| 13号线往龙安（万家湾） \| |
|                   |      | 13号线落客站台                                                                              |
| 島式 · 開左邊车门 |      |                                                                                             |
|                   |      | 13号线往龙安（万家湾）                                                                      |

## 历史
- 2020年2月28日，瓦窑滩站主体结构开工。[3]
- 2020年12月30日，瓦窑滩站主体结构封顶。[4]
- 2021年6月10日，瓦窑滩站配线段顺利封顶。[5]